# Stampede Pacific Heavyweight Championship
Lo Stampede Pacific Heavyweight Championship fu il titolo principale della federazione canadese Stampede Wrestling durante il decennio della sua riapertura.

## Storia
Istituito dopo la riapertura di Stampede, durò per circa due anni e fu disputato solo in cinque incontri.

## Albo d'oro
| Lottatore      | Regni | Data              | Luogo                | Note                                |
| -------------- | ----- | ----------------- | -------------------- | ----------------------------------- |
| Greg Pawluk    | 1     | Maggio            | Milwaukee, Wisconsin | Insignito del titolo da Bruce Hart. |
| Jason Neidhart | 1     | 4 agosto 1999     | New York, USA        |                                     |
| Greg Pawluk    | 2     | 10 settembre 1999 | Carstairs, Alberta   |                                     |
| Sabu           | 1     | Maggio 2000       | Giappone             |                                     |
| Vacante        |       | 2001              |                      |                                     |
| Michael Modest | 1     | 27 giugno 2001    | Drumheller           | Sconfisse Bruce Hart.               |